# Модна країна
«Модна країна» (стилізовано «MODNA KPAЇNA») — шостий офіційний студійний альбом гурту «Скрябін», який вийшов у 2000 році та складається з 12 композиції. 

## Про альбом
Ця платівка є першою, в якій музиканти змінили свій музичний напрямок у бік комерційного попроку, відійшовши від типового раніше сінті-попу. Також альбом є першим, у створенні якого узяв участь колишній гітарист співачки Юлії Лорд — Олексій Зволинський, який продовжує співпрацю із гуртом і в наші дні. В момент випуску диска один із засновників гурту — Ростислав Домішевський вже не брав участі у концертах і посів посаду менеджера гурту.

## Композиції
1. «Нема дурних» (3:20)
2. «Бультер'єр» (2:50)
3. «Цукор» (3:14)
4. «Неділя понеділок» (3:38)
5. «Джапан ТіВі» (3:38)
6. «Модна країна» (3:03)
7. «Чорнобиль форева» (2:45)
8. «Люди чекають» (3:28)
9. «Зламані крила» (3:29)
10. «Як музика» (інструментал) (4:02)
11. «Буль мікс» (3:02)
12. «Реклама» (0:20)

## Над альбомом працювали
- Спів, аранжування, запис, зведення — Андрій Кузьменко
- Аранжування — Сергій Гера
- Гітара — Олексій Зволінський
- Бас-гітара — Всеволод Дячишин
- Клавішні — Юрій Дуда
- Концертні барабани — Володимир Паршенко
- Гостинно: Юлія Лорд в піснях «Зламані крила» та «Як музика (інструментал)»
- Директор групи — Ростислав Домішевський

## Оформлення
- Style — Олексій Залєвський
- Дизайн обкладинки — Іван Цюпка
- Hair-style — Руслан Захарченко